# Habitatge a l'avinguda Generalitat (Viladecans)
L'Habitatge a l'avinguda Generalitat és una obra del municipi de Viladecans (Baix Llobregat) inclosa en l'Inventari del Patrimoni Arquitectònic de Catalunya.

## Descripció
Es tracta d'una casa de planta baixa, pis i terrat amb coronament denticulat que defineix petits miradors o balcons, originàriament protegits per baranes de ferro. Un d'aquests denticulats permet veure, en una part on l'arrebossat ha caigut, un tros de paret amb maons.
La casa presenta un pis amb dos balcons correguts, un a la façana principal amb tres sortides i un a la façana lateral amb dues sortides. Totes les portes d'aquest pis són protegides per arcs guardapols que imiten arcs adovellats.
A la planta baixa la façana principal té la porta d'entrada amb finestra a banda i banda, i la lateral dues finestres amb ondulacions motllurades.

## Història
Va ser construïda en el primer quart del segle xx.